# Maojiazao (köpinghuvudort i Kina, Shanxi Sheng, lat 39,92, long 113,27)
Maojiazao är en köpinghuvudort i Kina. Den ligger i provinsen Shanxi, i den norra delen av landet, omkring 240 kilometer norr om provinshuvudstaden Taiyuan. Antalet invånare är 12 800. Befolkningen består av 6 278 kvinnor och 6 522 män. Barn under 15 år utgör 18,0 %, vuxna 15-64 år 70 %, och äldre över 65 år 11,0 %.
Runt Maojiazao är det ganska tätbefolkat, med 239 invånare per kvadratkilometer. Närmaste större samhälle är Kouquan, 13,8 km nordväst om Maojiazao. Trakten runt Maojiazao består i huvudsak av gräsmarker.
Genomsnittlig årsnederbörd är 695 millimeter. Den regnigaste månaden är juli, med i genomsnitt 172 mm nederbörd, och den torraste är januari, med 4 mm nederbörd.